# Ровно в полдень
«Ровно в полдень» (англ. High Noon) (1952) — чёрно-белый вестерн режиссёра Фреда Циннемана. Основан на рассказе Джона В. Каннингема (англ.) «Оловянная звезда» (англ. «The tin star»).
Получил четыре премии «Оскар», в том числе за лучшую мужскую роль (Гэри Купер). Занесён в Национальный реестр фильмов Библиотеки Конгресса США в 1989 году, как «культурно, исторически и этически важный». Признан классикой жанра вестерн.
Фильм снят в «реальном времени», то есть зрители переживают каждую минуту сюжета вместе с героями фильма.

## Сюжет
Июльская жара, маленький город Хэдливиль в Нью-Мексико. В день своей свадьбы с красавицей Эмили, бывший шериф городка Уилл Кейн узнаёт из телеграммы, переданной работником железнодорожной станции, о том, что преступник Бен Миллер, старшего брата которого пять лет назад арестовал Кейн и который недавно вышел на свободу, возвращается в город с двумя сообщниками — Джимом Пирсом и Джеком Колби. На свадьбе также присутствуют мэр и судья города. Троица преступников ожидает на станции своего главаря Фрэнка Миллера с целью отомстить Кейну. Поезд с Фрэнком должен прибыть ровно в полдень. Для Эми, благочестивой квакерши и пацифистки, решение является простым — необходимо покинуть город до прибытия Миллера. Друзья Кейна и его молодая жена уговаривают его уехать ради собственной безопасности, на что тот соглашается. Харви Пелл, молодой заместитель Кейна, сообщает своей любовнице-мексиканке Хелен Рамирес, что находит странным такой скорый отъезд Уилла. Вскоре чувство долга и собственного достоинства («Я никогда ни от кого не бегал» — утверждает герой) берёт верх: Уилл поворачивает упряжку и берёт назад свой значок. Эми говорит, что уедет на том же полуденном поезде, с ним или без него, и уходит на станцию купить билет. Судья Перси Метрик сообщает шерифу, что покидает городок, так как боится Миллера.
Амбициозный Харви, желающий получить место шерифа, в разговоре с Уиллом пытается поднять их старые трения — он не хочет, чтобы Кейн был единственным героем. Бен Миллер раз за разом прикладывается к бутылке, Джим Пирс замечает это, но тот говорит, что это не помешает в их деле. Хелен выгоняет Харви, узнав, что тот решил тягаться с шерифом. Хозяин гостиницы сообщает Хелен, что скоро будет «занятное дело». Хелен хочет уехать, продав магазин мистеру Уиверу за 2000 долларов. Они договариваются, что тот выплатит всю сумму в течение полугода, так как хозяйка салона спешит. Кейн посещает Рамирес в гостинице и намекает ей, что у Миллера могут быть письма к ней, что скомпрометирует девушку. Та говорит, что не боится этого. Хозяин гостиницы сообщает Эми, что Хелен была любовницей Фрэнка и Уилла, и добавляет, что недолюбливает шерифа. Бен Миллер едет в салун, где его радушно встречают. Кейн сталкивается с ним у выхода, бандит улыбается и уходит. Кейн бьёт бармена, после чего собирает близких друзей и просит помощи у горожан, но все отказываются и предлагают Уиллу уехать немедленно, чтобы спасти себя и городок. Сэм Фуллер, друг Уилла, видя, как тот приближается к его дому, наказывает жене Мил соврать, что его нет дома. Одноглазый Джимми, присутствовавший в салуне, предлагает Уиллу помощь, тот говорит, что при необходимости позовёт его, и даёт тому деньги на выпивку.
Харви узнаёт об отъезде любовницы. Хелен говорит, что Пеллу никогда не стать таким, как Кейн, и что у них ничего не вышло бы. Добавляя, что со смертью Кейна, единственного бросившего вызов бандитам, погибнет и город, она даёт пощёчину пытавшему поцеловать её Харви. В это время Кейн приходит в церковь, пастор упрекает того в редкой посещаемости, и что тот не венчался у него, но даёт тому слово, узнав цель визита. Прихожане в церкви не могут определиться, чего хотят: сначала несколько человек тут же откликнулись на призыв, однако после бурной дискуссии, разбившей людей на два лагеря, решили, что это не их дело. Мэр Хендерсон также не поддерживает Кейна, подытоживая коллективное решение, разочарованный шериф уходит. Он посещает своего старого друга и наставника Мартина Хоу, бывшего шерифа, но тот тоже трусит и даёт тому совет уехать. Эми посещает Хелен, вопрошая, почему муж не уедет с ней. Бывшая любовница Уилла говорит, что если она не понимает, то и она не сможет объяснить. Эми говорит, что не хочет, чтобы супруг повторил судьбу их убитых отца и братьев. Харви напивается, бармен называет его «Упавшей оловянной звездой». Харви следует за Уиллом на конюшню и седлает лошадь для него, но тот отказывается бежать. Начинается драка, опыт побеждает молодость. Хелен говорит Эми, что на её месте осталась с мужем и боролась. Кейн бреется у цирюльника. Гарольд Бейкер, до последнего намеревавшийся помочь Уиллу, узнав, что их будет всего двое, тоже отказывается, говоря, что это самоубийство и прикрываясь семьёй, уходит, напоследок сказав, что присоединится, если Уилл найдёт ещё кого-то. 14-летний Билли, по поручению Уилла искавший для того подмогу, просится пойти с ним. Шериф, конечно, отказывает.
Уилл, оставшись в одиночестве, так как в городе, помимо струсивших, есть много приятелей Миллера и людей, недолюбливающих Кейна за его порядочность, дописывает письмо жене, надписав на конверте «Вскрыть в случае моей смерти». Кейн выпускает пьяницу Чарли из камеры. Хелен вместе с Эми едут на станцию, не оборачиваясь на смотрящего им вслед Уилла. Прибывает поезд, банда готовится к нападению. Фрэнк обменивается взглядом с Хелен. Уилл, услышав звук разбитой Беном витрины, понимает, что бандиты уже в городке. Он застаёт тех врасплох и убивает младшего из братьев.
Эми, услышав звуки перестрелки, сходит с поезда в последний момент и бежит в город. Кейн, засев в конюшне, убивает Колби. Фрэнк поджигает постройку двумя масляными лампами, выкуривая Уилла, тот отвязывает лошадей и проскакивает, прячась на одной из них, через бандитов. Те окружают Кейна в офисе последнего. Эми убивает Пирса в спину, однако Фрэнк замечает её и, используя женщину как живой щит, вынуждает Кейна выйти из укрытия. Тот выходит, но Эми вцепляется руками в лицо Миллера, тот отбрасывает её, и Кейну удается убить бандита.
Супруги обнимаются. Внезапно в пустынном городе из зданий появляются люди: все выбегают на улицу и собираются вокруг Уилла и трупа. Кейн хлопает мальчишку Билли по плечу, бросает звезду шерифа под ноги предавшим его горожанам и уезжает с женой на повозке.

## В ролях
- Гэри Купер — Уилл Кейн, шериф города
- Грейс Келли — Эми Фаулер Кейн, его молодая жена
- Кэти Хурадо — Хелен Рамирес, владелица салона, бывшая любовница Ф.Миллера затем У.Кейна, а затем Х.Пелла
- Ллойд Бриджес — Харви Пелл, заместитель шерифа
- Йен Макдональд — Фрэнк Миллер
- Томас Митчелл — Джонас Хендерсон, мэр города
- Отто Крюгер — судья Перси Метрик
- Лон Чейни мл. — Мартин Хоу, наставник Кейна, бывший шериф
- Джеймс Милликан — Гарольд Бейкер, друг Кейна
- Гарри Морган — Сэм Фуллер, друг Кейна
- Ив Маквиг — Милдред Фуллер, жена Сэма
- Гарри Шэннон — Купер
- Ли Ван Клиф — Джек Колби, сообщник Миллера
- Роберт Дж. Уилк — Джим Пирс, сообщник Миллера
- Шеб Вули — Бен Миллер, младший брат и сообщник Фрэнка
- Джек Элам — Чарли, пьяница, все утро проспавший за решёткой (в титрах не указан)
- Вирджиния Кристин — миссис Симпсон (в титрах не указана)
- Пол Дубов — Скотт (в титрах не указан)
- Гарри Харви — Кой (в титрах не указан)

## Создание

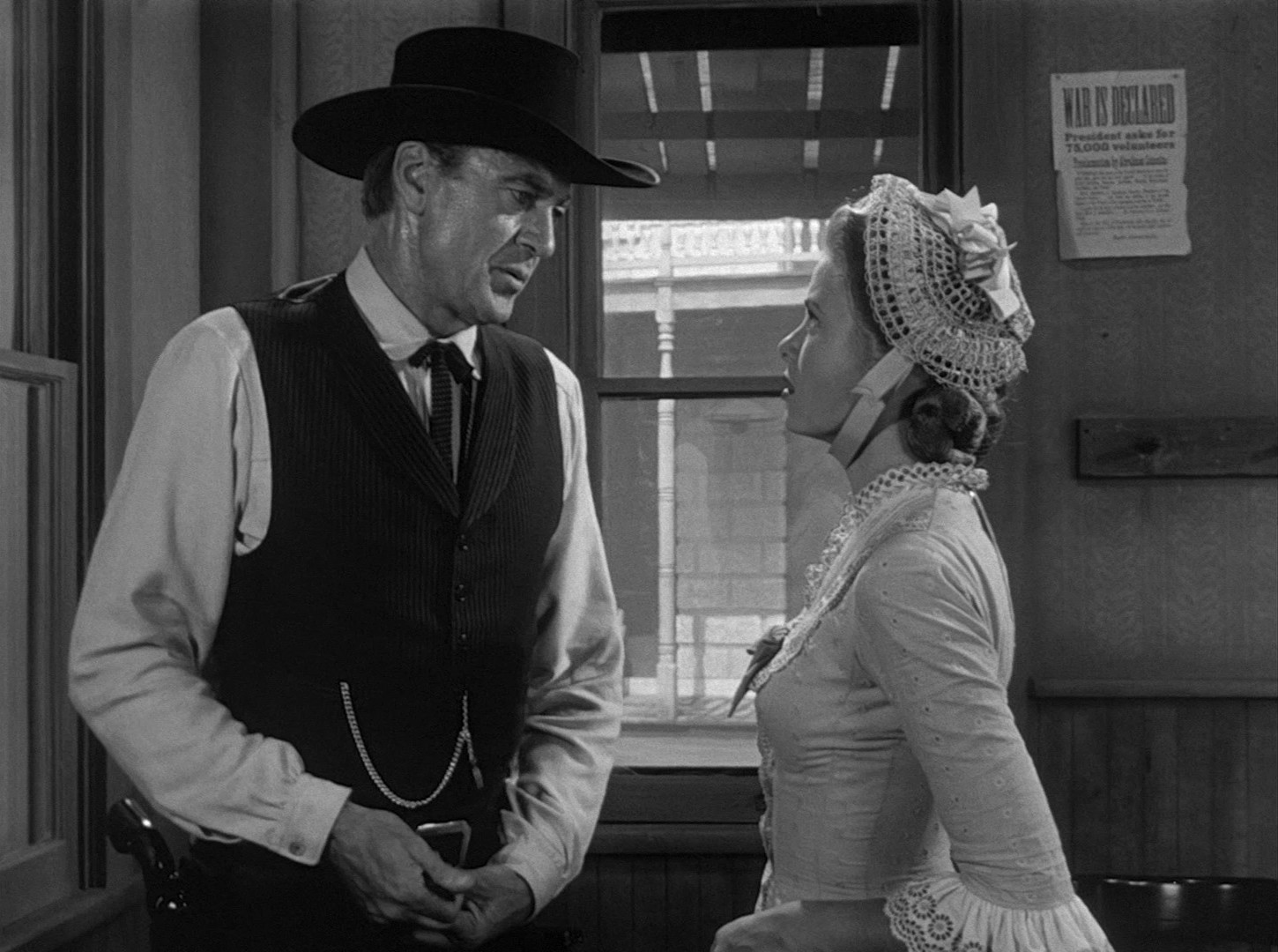
Сцена из фильма. Уилл Кейн (Гэри Купер) и Эми Фаулер Кейн (Грейс Келли)

Как утверждал Карл Форман, им был написан оригинальный сценарий, но продюсер Стэнли Крамер заметил его схожесть с рассказом Джона Каннингема «Оловянная звезда», опубликованным в 1947 году, и выкупил права на рассказ. Однако вдова Крамера опровергала слова Формана, говоря, что сценарий является экранизацией рассказа.
Дмитрий Тёмкин написал не только музыку к фильму, но и песню The Ballad of High Noon (автор слов — Нед Вашингтон), которая стала одной из наиболее известных песен того времени.
Фильм создавался во время «красной угрозы» и Корейской войны, что очень сказалось на авторах (так как Форман когда-то был членом коммунистической партии). Съёмки проходили в конце 1951 года. Во время съёмок Карл Форман был внесен в Чёрный список Голливуда, и Крамер снял его имя с титров (хотя это не помешало тому, что Форман был номинирован на «Оскар»).
Съемки проходили в основном в Калифорнии в конце лета 1951 г. Внешний план городской церкви это церковь Св. Иосифа в Туолумне (округ), штат Калифорния. Железная дорога «Sierra Railroad» в Джеймстауне, штат Калифорния, сейчас известная как «Railtown 1897 State Historic Park», зачастую снималась в различных фильмах и шоу.
Фред Циннеман боролся против колоризации фильма, но после его смерти она была выполнена компанией Теда Тёрнера.
Один из самых запоминающихся кадров к кино: подъем камеры, открывающий вид пустынной улицы и беспомощного главного героя посреди неё.

## Кастинг
На главную мужскую роль приглашались Грегори Пек, Чарлтон Хестон, Марлон Брандо и Монтгомери Клифт, но все отказались (Пек считал это главной ошибкой в своей карьере). В итоге Уилла Кейна сыграл Гэри Купер, близкий друг Формана. Актёр страдал от кровоточащей язвы, болей в спине и бедре и даже не хотел сниматься в финальной перестрелке, но всё-таки отказался от дублёра.
Грейс Келли, сыгравшая жену Кейна, была замечена режиссёром в небродвейской постановке. Продюсера не смутила большая разница в возрасте между Купером и Келли (50 и 21 соответственно).
Фильм стал дебютной работой в кино актёра Ли Ван Клифа. Крамер предложил ему роль Харви Пелла, если тот пойдет на операцию по смене формы носа, чтобы не быть слишком угрожающим. Но Ван Клиф отказался и получил бессловесную (единственную в своей карьере) роль Джека Колби.

## Сборы
Фильм вышел на экраны 24 июля 1952 года и был успешен в прокате: при бюджете 750 000 долларов США мировые сборы составили 18 000 000 долларов.

## Критика
«Ровно в полдень» был воспринят как аллегория американского общества эпохи маккартизма. Звезда вестернов Джон Уэйн, поддерживавший сенатора Маккарти, критиковал фильм, а в 1971 году назвал его «самой неамериканской вещью, которую я когда-то либо видел» (the most un-American thing I’ve ever seen in my whole life). В числе противников был и режиссёр Говард Хоукс, который говорил: «Я не думаю, что хороший шериф будет бегать по городу, как обезглавленный цыплёнок, с просьбами о помощи» (I didn’t think a good sheriff was going to go running around town like a chicken with his head off asking for help). Вестерн Хоукса «Рио-Браво» с Джоном Уэйном в главной роли был снят как ответ на картину Циннемана.
Историк и теоретик кино Андре Базен, отмечал, что режиссёр фильма «подошел к вестерну, как форме, нуждающейся в содержании» и «сочетает эффектную моральную драму с эстетизмом построения кадров». В Советском же Союзе фильм критиковался за «прославление личности».
Девид Бишоп считал, что абстрактное решение пацифистки-Эми стрелять в спину человеку «бросает пацифизм в гармоничный декаданс». А Альфед Хичкок нашел игру Келли «довольно мышиной», считая, что свой настоящий талант она раскрыла только в своих последних фильмах.
Сейчас фильм «Ровно в полдень» считается одним из лучших образцов вестерна в истории. О высокой оценке фильма свидетельствует рейтинг 95 % на сайте Rotten Tomatoes. В 1989 году картина была включена в Национальный кинореестр США, как имеющая культурное, историческое или эстетическое значение. В 2007 году Американский институт кино поставил его на 27 место в списке величайших фильмов всех времён, а годом спустя признал лучшим вестерном всех времён после «Искателей» Джона Форда.
«Ровно в полдень» был любимым фильмом нескольких президентов США: Дуайта Эйзенхауэра, Билла Клинтона и Рональда Рейгана. Они просматривали фильм в Белом доме и любили ассоциировать себя с Уиллом Кейном: человеком с сильным чувством долга, не страшившимся идти против мнения большинства.

## Продолжения и ремейки
- В 1966 году телеканал «Four stars» попробовал запустить пилот под названием «Часы бьют полдень опять» (англ. «The Clock Strikes Noon Again») как продолжение фильма через 20 лет с Питером Фондой и Кети Хурадо. Однако он так и не был показан[12].
- В 2000 году TBS сняли ремейк с Томом Скерриттом в главной роли.

## Культурное влияние
- Сюжет вышедшего через два года фильма «Серебряная жила» был практически скопирован с сюжета «Ровно в полдень».
- Сюжет «Полдня» спародирован в одной из серий мультсериала «Симпсоны».
- Фильм «Чужбина» 1981 г. с Шоном Коннери сравнивают с «Ровно в полдень» из-за схожести в сюжете.
- Фильм часто упоминается в сериале про мафию «Клан Сопрано». Тони Сопрано приводит характер Кейна как образец того, каким должен быть человек: высокоморальным и стойким.

## Награды
В 1989 году фильм был включён в Национальный кинореестр Библиотеки Конгресса США.

### Победы
- «Золотой глобус» (1953):

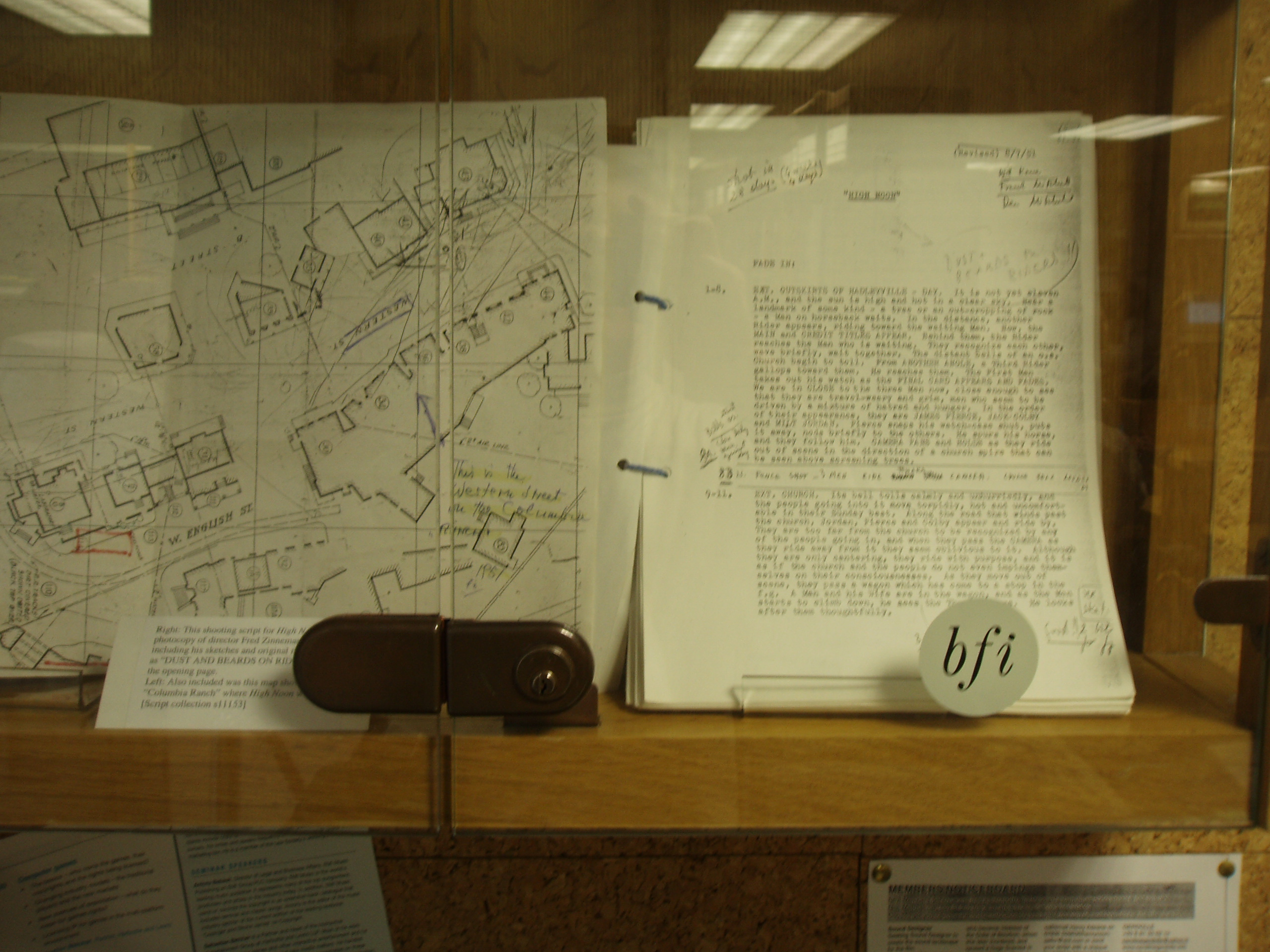
Карта локаций и сценарий фильма (в коллекции Британского института кино)

  - Лучшая мужская роль (драма) (Гэри Купер)
  - Лучшая женская роль второго плана (Кэти Хурадо)
  - Лучшая операторская работа (Флойд Кросби)
  - Лучшая музыка к фильму (Дмитрий Тёмкин)
- «Оскар» (1953):
  - Лучшая мужская роль (Гэри Купер)
  - Лучший монтаж (Элмо Уильямс и Гарри Герстад)
  - Лучшая песня (Дмитрий Тёмкин и Нед Вашингтон)
  - Лучшая музыка (Дмитрий Тёмкин)
- Премия Нью-Йоркского кружка кинокритиков (1953):
  - Лучший фильм (драма)
  - Лучший режиссер (Фред Циннеман)

### Номинации
- «Оскар»
  - Лучший фильм
  - Лучший режиссёр (Фред Циннеман)
  - Лучший адаптированный сценарий (Карл Форман)
- «Золотой глобус»
  - Лучший фильм (драма)
  - Лучший сценарий (Карл Форман)
  - Самый многообещающий новичок среди женщин (Кэти Хурадо)

### СпискиАмериканского института кино
- 100 величайших звёзд кино за 100 лет — 11-е место в списке мужчин (Гэри Купер)
- 100 лучших фильмов — 33-е (1998) и 27-е (2007) места
- 100 лучших остросюжетных фильмов — 20-е место
- 100 лучших героев и злодеев — 5-е место в списке героев (Уилл Кейн)
- 100 лучших песен — 25-е место (The Ballad of High Noon)
- Лучшая музыка — 10-е место
- 100 самых вдохновляющих фильмов — 27-е место
- 10 лучших вестернов — 2-е место